# Tejinder Virdee

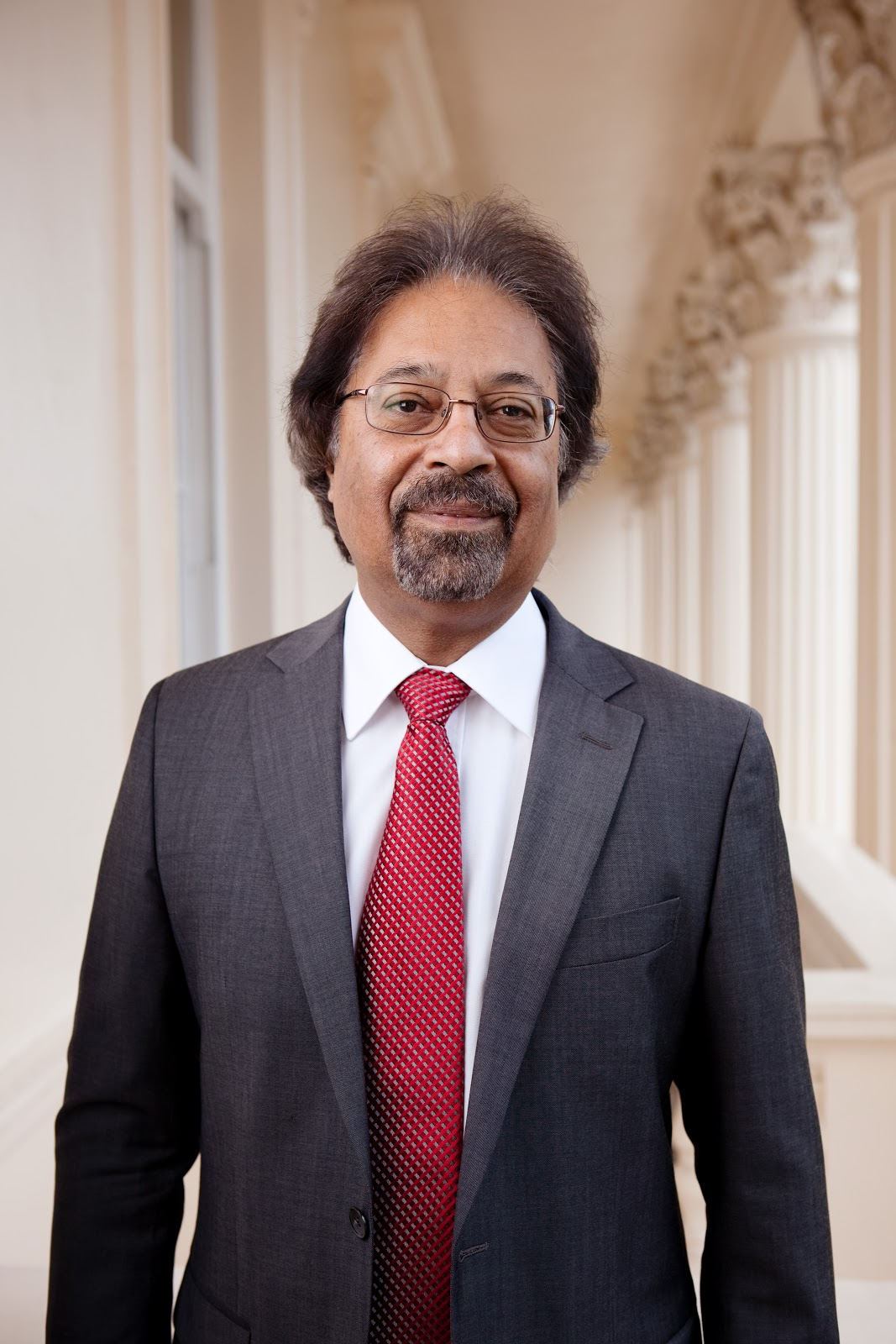
Tejinder Virdee, Juli 2012

Sir Tejinder Singh „Jim“ Virdee (* 13. Oktober 1952 in Nyeri, Kenia) ist ein britischer experimenteller Teilchenphysiker. Er ist Professor am Imperial College London.
Tejinder Virdee wurde in der damals britischen Kolonie Kenia geboren und zog mit seinen Eltern 1967 nach Birmingham. Er studierte am Imperial College London, an dem er 1979 bei Peter Dornan promoviert wurde (Sigma Hyperon Production in a Triggered Bubble Chamber), wobei seine Dissertation in einem Experiment am SLAC angefertigt wurde. Danach war er am NA14-Experiment des CERN beteiligt, in dem die Wechselwirkung von Photonen an den Quarks in Hadronen studiert wurde mit dem Ziel die gebrochenzahligen elektrischen Ladungen der Quarks nachzuweisen. Virdee baute dazu einen großen Tschrenkow-Detektor. Danach war er am Bau des großen Kalorimeters für das UA1-Experiment des Super Proton Synchrotrons des CERN beteiligt.
Er war ab 1993 stellvertretender Sprecher (neben Michel Della Negra) und 2007 bis 2009 Sprecher des CMS-Experiments am Large Hadron Collider des CERN, mit dem ATLAS-Detektor einer der beiden großen Teilchendetektoren des LHC, mit dem 2012 die Entdeckung eines mit dem Higgs-Boson kompatiblen Teilchens gelang. Virdee war früh in den 1990er Jahren an der Entwicklung des CMS, der speziell für die Detektion des Higgs-Bosons konzipiert wurde (über dessen Zerfall in zwei Photonen), zum Beispiel mit Simulationsstudien und der Entwicklung der Wolfram-Blei-Szintillatoren im elektromagnetischen Kalorimeter beteiligt. Auch danach war er wesentlich an den technischen Weichenstellungen für die Entwicklung des CMS-Experiments beteiligt.
2012 war er einer der Preisträger des Special Fundamental Physics Prize für die wahrscheinliche Entdeckung des Higgs-Bosons. Er ist Fellow der Royal Society (2012) und des Institute of Physics (IOP). 2009 erhielt er den Chadwick Preis des IOP und 2007 den Preis für Hochenergiephysik des IOP. 2013 erhielt er den High Energy and Particle Physics Prize der European Physical Society (zusammen mit Peter Jenni, Michel Della Negra und der CMS und Atlas Kollaboration). 2014 wurde er von Königin Elisabeth II. zum Ritter geschlagen. Für 2015 wurde ihm die Glazebrook Medal des Institute of Physics (IOP) zugesprochen, für 2017 der Panofsky-Preis der American Physical Society (mit Jenni und Della Negra), für 2020 die Blaise-Pascal-Medaille. 2024 wurde er mit der Royal Medal ausgezeichnet.
Er war im wissenschaftlichen Beratungskomitee des Fermilab und des Forschungszentrums in Dubna.

## Schriften
- N. Ellis, T. S. Virdee Experimental Challenges in High-Luminosity Collider Physics, Annual Review of Nuclear and Particle Science, Band 44, 1994, S. 609–653
- mit Fabiola Gianotti u. a. Physics potential and experimental challenges of the LHC luminosity upgrade, The European Physical Journal C, Band 39, 2005, S. 293–333